# 克里斯·庫柏
克里斯多福·W·庫柏（英語：Christopher W. Cooper，1951年7月9日—）是一名奧斯卡獲獎美國男演員，主要自90年代末期走紅，主要飾演許多片中的男配角色，好萊塢作品包括《美國心玫瑰情》、《柯波帝：冷血告白》以及《奔騰年代》。

## 早年生活
出生於密蘇里州堪薩斯城，母親瑪莉·安是一名家庭主婦，父親查爾斯·庫柏是在美國空軍服役的醫生，擁有一座牧場。庫柏有一名哥哥查克，自詡為「藍衣牛仔」，在堪薩斯城以及休士頓長大。庫柏大學時就讀史蒂芬斯大學以及密蘇里哥倫比亞大學，在大學時就是校際戲劇隊伍隊員之一，從大學畢業後，庫柏搬到紐約並且展開演員生涯。

## 演員生涯
庫柏的早期作品為1987年的《暴亂風雲》，由約翰·賽爾斯執導，以及1989年迷你影集《Lonesome Dove》。其他飾演角色包括《銀線風暴》中的精神病縱火狂、《致命警徽》的德州警長、《美國心玫瑰情》中美國海軍陸戰隊的同性戀恐懼症上校，後來正當許多人認為庫柏飾演配角應該被奧斯卡或是金球獎提名時，他也在2003年藉由《蘭花賊》的飾演角色約翰·拉洛奇獲得了奧斯卡金像獎以及金球獎的最佳男配角獎。其他包括在《神鬼認證》中飾演一名殘忍的CIA主管，並且在續集《神鬼認證：神鬼疑雲》中藉由主角的記憶片段重現。
庫柏在2005年時相當的忙碌，他先後接演了《鍋蓋頭》 (與《美國心玫瑰情》導演山姆·曼茲以及《十月的天空》演員傑克·葛倫霍重新合作)、《柯波帝：冷血告白》以及《諜對諜》，他最近的電影《雙面特勤》飾演一名真實生活的FBI幹員以及情報員羅伯特·漢森，庫柏相信這是「他們第一次考慮讓我領銜主演」的電影。
庫柏最新的作品則為《反恐戰場》，與傑米·福克斯再度合作。

## 私人生活
當庫柏居住在麻塞諸塞州金士頓時，認識了他的太太瑪莉安娜·蓮昂·庫柏，之後於1983年結婚。1987年，瑪莉安娜生下了第一個兒子傑西·藍尼爾·庫柏，但是兩人的兒子提前三個月出世，傑西有腦出血以及腦麻痺的特殊問題，為了孩子的特殊問題，庫柏與太太搬到了金士頓替兒子找尋適合的學校，並且努力守護他們的孩子。之後傑西就讀Silver Lake Regional高校，還成為了學校的榮譽學生。然而傑西卻於2005年1月3日因腦麻痺併發症逝世，庫柏為了紀念孩子，成立「傑西庫柏基金會」。
庫柏的政治傾向則為「相當左派中的左派」。

## 作品
- 《暴亂風雲》 (1987年)－喬·金漢
- 《Lonesome Dove》 (1989年)－朱立·強森警長
- 《希望之城》 (1991年)－里格斯
- 《This Boy's Life》 (1993年)－洛依
- 《Return to Lonesome Dove》 (1993年)－朱立·強森警長
- 《銀線風暴》 (1995年)－拖啟
- 《致命警徽》 (1996年)－山姆·迪茲
- 《殺戮時刻》 (1996年)－杜威·包威爾·路尼代理人
- 《Breast Men》 (1997年)－威廉·拉森醫師
- 《烈愛風雲》 (1998年)－喬
- 《輕聲細語》 (1998年)－法蘭克·布克
- 《十月的天空》 (1999年)－約翰·海坎
- 《美國心玫瑰情》 (1999年)－法蘭克·費茲上校
- 《爱国者》 (2000年)－漢瑞·伯威爾上校
- 《一個頭兩個大》 (2000年)－格克中尉
- 《神鬼認證》 (2002年)－亞歷山大·康克林
- 《蘭花賊》 (2002年)－約翰·拉洛奇
- 《神采公路》 (2002年)－包伯·柯迪
- 《安布里亞之家》 (2003年)－湯瑪斯·"湯姆"·理弗史密斯
- 《奔騰年代》 (2003年)－湯姆·史密斯
- 《Silver City》 (2004年)－迪奇·派雷格
- 《神鬼認證：神鬼疑雲》 (2004年)－亞歷山大·康克林
- 《鍋蓋頭》 (2005年)－卡辛斯基中校
- 《柯波帝：冷血告白》 (2005年)－艾爾文·杜威
- 《諜對諜》 (2005年)－吉米·波普
- 《雙面特勤》 (2007年)－羅伯特·漢森
- 《反恐戰場》 (2007年)－葛蘭特·賽克斯
- 《Married Life》 (2007年)－漢瑞·艾倫
- 《記得我》 (2010年)－尼爾·格萊格
- 《合夥人》 (2010年)－Phil Woodward
- 《竊盜城》(2010年)—史提芬·麥克雷
- 《慈善星輝布公仔》（2011年）－Tex Richman
- 《蜘蛛人驚奇再起2：電光之戰》（2014年）－諾曼·奧斯本
- 《崩壞人生》（2015年）－Phil
- 《夜行人生》（2016年）－Irving Figgis

## 外部連結
- 克里斯·庫柏在互联网电影资料库（IMDb）上的資料（英文）

| 獎項                                | 獎項                                 | 獎項                              |
| ----------------------------------- | ------------------------------------ | --------------------------------- |
| 上一届： 吉姆·布洛班特 《長路將盡》 | 奧斯卡最佳男配角獎 2002年 《蘭花賊》 | 下一届： 提姆·羅賓斯 《神秘河流》 |